# Charles Albert Boynton
Charles Albert Boynton (* 26. November 1867 im Compton County, Québec, Kanada; † 12. Oktober 1954 in Dallas, Texas) war ein US-amerikanischer Jurist. Nach seiner Berufung durch Präsident Calvin Coolidge fungierte er ab 1924 als Bundesrichter am Bundesbezirksgericht für den westlichen Distrikt von Texas.

## Werdegang
Charles Boynton wuchs in seiner kanadischen Heimat auf, bis die Familie 1878 nach Texas umzog, wo sein Vater Alpheus im Hamilton County auf einer Ranch Schafe züchtete. Seine Ausbildung erhielt der junge Boynton an der National Normal University in Lebanon (Ohio) und der Glasgow Normal School in Kentucky, an der er 1888 den Bachelor-Abschluss erwarb. Anschließend ließ er sich in einer Kanzlei in Waco zum Rechtsanwalt ausbilden, ehe er 1891 den Bachelor of Laws an der University of Michigan in Ann Arbor erhielt. Daraufhin praktizierte er bis 1907 als Jurist in Waco. Von 1907 bis 1912 übte er das Amt des Bundesstaatsanwalts für den westlichen Distrikt von Texas aus, bevor er in seine Kanzlei in Waco zurückkehrte, die er bis 1924 betrieb.
Als Mitglied der Republikanischen Partei nahm Boynton an den Republican National Conventions der Jahre 1896, 1900, 1904, 1908 und 1924 teil. Im Jahr 1918 wurde er als Kandidat für die Wahl zum Gouverneur von Texas nominiert. Angesichts der damaligen Dominanz der Demokratischen Partei in den Südstaaten war seine Bewerbung allerdings aussichtslos. Er unterlag dem Amtsinhaber William P. Hobby mit 15:84 Prozent der Stimmen.
Am 16. Dezember 1924 wurde Boynton durch Präsident Coolidge als Nachfolger des verstorbenen William Robert Smith zum Richter am United States District Court for the Western District of Texas ernannt. Nach der Bestätigung durch den US-Senat, die einen Tag später erfolgte, konnte er unmittelbar darauf sein Amt antreten. Am 1. Mai 1947 wechselte er in den Senior Status und ging damit faktisch in den Ruhestand. Sein Sitz fiel an R. Ewing Thomason. Er verstarb am 12. Oktober 1954 in Dallas.